# Силико (Лука)
Силико је насеље у Италији у округу Лука, региону Тоскана.
Према процени из 2011. у насељу је живело 90 становника. Насеље се налази на надморској висини од 718 м.